# Championnat de France de rugby à XV de 2e division fédérale 2017-2018
Navigation
Fédérale 2 2016-2017 Fédérale 2 2018-2019
Cette page présente la saison 2017-2018 de Fédérale 2 dont les phases de poule débutent en septembre 2017 pour se terminer en avril 2018.

## Saison régulière

### Règlement
Participants
Pour la saison 2017-2018, 95 associations sont invitées à participer au Championnat de France de 2e division fédérale : 
- 2 associations rétrogradées de la poule 3 de 1re Division Fédérale à l’issue de la saison 2016-2017, sur demande de l’association[1] pour Tulle, et sur décision règlementaire pour Bobigny;
- 70 associations ayant évolué en 2e division fédérale lors de la saison 2016-2017 ;
- 23 équipes promues de 3e division fédérale à l’issue de la saison 2016-2017.

Les 95 associations sont réparties en 7 poules de 12 équipes et 1 poule de 11 équipes. Les équipes de chaque poule se rencontrent en matches « Aller » et « Retour ». Le calcul des “points terrain” s’effectue selon les dispositions prévues à l’article 341.1.1 des Règlements Généraux de la F.F.R.
Qualifications et relégations
À l’issue de la phase qualificative :
- Les 4 premiers de chaque poule, à l’issue de la phase qualificative, disputeront les phases finales, qui débuteront en 1/16e de finale ;
- Les équipes classées 11e et 12e de chaque poule sont reléguées en 3e division fédérale pour la saison 2018-2019.

NB : Pour la poule de 11 clubs, seule l’équipe classée 11e sera reléguée en 3e division fédérale.
Phases finales
Les quatre premiers de chaque poule, à l’issue de la phase qualificative, disputeront les phases finales, qui débuteront en 1/16e de finale. Les 32 associations qualifiées sont opposées en 1/16e de finale en matches « Aller » et « Retour ». Les matches « Aller » des 1/16èmes de finale et des 1/8e de finale auront lieu sur les terrains des associations les moins bien classées à l’issue de la phase qualificative, par application des articles 340 et 343 des Règlements Généraux de la F.F.R.
Les huit associations qui accèdent à la 1re Division Fédérale Trophée Jean Prat sont les associations vainqueurs des 1/8èmes de finale.
Les quarts de finale, demi-finales et finale se dérouleront sur un seul match sur terrain neutre. Le vainqueur de la finale sera sacré Champion de France de 2e Division Fédérale.

### Poule 1
| \| RC Arras Beauvais XV RC AC Bobigny 93 Rugby Chartres Métropole Stade domontois RC Drancy CSM Gennevilliers SC Le Rheu Olympique marcquois Plaisir RC Rennes EC Saint-Denis US \| |
| RC Arras Beauvais XV RC AC Bobigny 93 Rugby Chartres Métropole Stade domontois RC Drancy CSM Gennevilliers SC Le Rheu Olympique marcquois Plaisir RC Rennes EC Saint-Denis US       |

| Ville(s)        | Club                     |
| --------------- | ------------------------ |
| Arras           | RC Arras                 |
| Beauvais        | Beauvais XV RC           |
| Bobigny         | AC Bobigny 93 rugby      |
| Chartres        | Rugby Chartres Métropole |
| Domont          | Stade domontois RC       |
| Drancy          | RC Drancy                |
| Gennevilliers   | CSM Gennevilliers        |
| Le Rheu         | SC Le Rheu               |
| Marcq-en-Barœul | Olympique marcquois      |
| Plaisir         | Plaisir rugby club       |
| Rennes          | Rennes étudiants club    |
| Saint-Denis     | Saint-Denis US           |

- : Qualifiés pour les phases finales
- : Promu en Fédérale 2
- : Relégué en 3e division fédérale 2018-2019

Classement final
1. Rennes étudiants club
2. Beauvais XV RC
3. RC Drancy
4. Rugby Chartres Métropole
5. SC Le Rheu
6. Saint-Denis US
7. AC Bobigny 93 rugby
8. CSM Gennevilliers
9. Olympique marcquois
10. Plaisir rugby club
11. RC Arras
12. Stade domontois RC

### Poule 2
| \| Antony Métro 92 Bourges XV CA Orsay RC CS Beaune CS Nuiton Clamart RC 92 CO Creusot Bourgogne Paris UC RC Orléans RC Pays de Meaux Rugby Épernay Champagne US Ris-Orangis \| |
| Antony Métro 92 Bourges XV CA Orsay RC CS Beaune CS Nuiton Clamart RC 92 CO Creusot Bourgogne Paris UC RC Orléans RC Pays de Meaux Rugby Épernay Champagne US Ris-Orangis       |

| Ville(s)            | Club                             |
| ------------------- | -------------------------------- |
| Antony              | Antony Métro 92                  |
| Bourges             | Bourges XV                       |
| Orsay               | CA Orsay Rugby Club              |
| Beaune              | CS Beaune                        |
| Nuits-Saint-Georges | CS Nuiton                        |
| Clamart             | Clamart Rugby Club 92            |
| Le Creusot          | Club olympique Creusot Bourgogne |
| Paris               | Paris UC (PUC)                   |
| Orléans             | Rugby club Orléans               |
| Meaux               | Rugby Club du Pays de Meaux      |
| Épernay             | Rugby Épernay Champagne          |
| Ris-Orangis         | US Ris-Orangis                   |

- : Qualifiés pour les phases finales
- : Promu en Fédérale 2
- : Relégué en 3e division fédérale 2018-2019

Classement final
1. CS Beaune
2. CA Orsay Rugby Club
3. CS Nuiton
4. Rugby club Orléans
5. Rugby Épernay Champagne
6. Club olympique Creusot Bourgogne
7. Bourges XV
8. Paris UC (PUC)
9. US Ris-Orangis
10. Antony Métro 92
11. Clamart Rugby Club 92
12. Rugby Club du Pays de Meaux

### Poule 3
| \| US Annecy US Bellegarde-Coupy US Montmélian US Meyzieu CA Pontarlier FCS Rumilly Bièvre Saint Geoirs RC Saint Priest Rugby Saint-Savin sportif CS Villefranche-sur-Saône US Vinay SO Voiron \| |
| US Annecy US Bellegarde-Coupy US Montmélian US Meyzieu CA Pontarlier FCS Rumilly Bièvre Saint Geoirs RC Saint Priest Rugby Saint-Savin sportif CS Villefranche-sur-Saône US Vinay SO Voiron       |

| Ville(s)                      | Club                      |
| ----------------------------- | ------------------------- |
| Annecy                        | US Annecy                 |
| Bellegarde-sur-Valserine      | US Bellegarde-Coupy       |
| Montmélian                    | US Montmélian             |
| Meyzieu                       | US Meyzieu                |
| Pontarlier                    | CA Pontarlier             |
| Rumilly                       | FCS Rumilly               |
| Saint-Étienne-de-Saint-Geoirs | Bièvre Saint-Geoirs RC    |
| Saint-Priest                  | Saint Priest Rugby        |
| Saint-Savin                   | Saint-Savin sportif       |
| Villefranche-sur-Saône        | CS Villefranche-sur-Saône |
| Vinay                         | US Vinay                  |
| Voiron                        | SO Voiron                 |

- : Qualifiés pour les phases finales
- : Promu en Fédérale 2
- : Relégué en 3e division fédérale 2018-2019

Classement final
1. FCS Rumilly
2. US Vinay
3. SO Voiron
4. Saint Priest Rugby
5. US Annecy
6. US Meyzieu
7. Saint-Savin sportif
8. CS Villefranche-sur-Saône
9. US Bellegarde-Coupy
10. US Montmélian
11. Bièvre Saint-Geoirs RC
12. CA Pontarlier

### Poule 4
| \| CS Annonay CO Berre XV AS Bédarrides Châteauneuf-du-Pape RC Châteaurenard RC La Valette Le Revest La Garde Le Pradet RC Martigues Union montilienne sportive Stade niçois RC Tricastin SC Royannais CA Saint-Raphaël Fréjus \| |
| CS Annonay CO Berre XV AS Bédarrides Châteauneuf-du-Pape RC Châteaurenard RC La Valette Le Revest La Garde Le Pradet RC Martigues Union montilienne sportive Stade niçois RC Tricastin SC Royannais CA Saint-Raphaël Fréjus       |

| Ville(s)                                                     | Club                                       |
| ------------------------------------------------------------ | ------------------------------------------ |
| Annonay                                                      | CS Annonay                                 |
| Berre-l'Étang                                                | CO Berre XV                                |
| Bédarrides et Châteauneuf-du-Pape                            | AS Bédarrides Châteauneuf-du-Pape          |
| Châteaurenard                                                | RC Châteaurenard                           |
| La Valette-du-Var, Le Revest-les-Eaux, La Garde et Le Pradet | RC La Valette Le Revest La Garde Le Pradet |
| Martigues Port-de-Bouc                                       | RC Martigues Port-de-Bouc                  |
| Montélimar                                                   | Union montilienne sportive                 |
| Nice                                                         | Stade niçois                               |
| Pierrelatte et Saint-Paul-Trois-Châteaux                     | RC Tricastin                               |
| Saint-Jean-en-Royans                                         | SC Royannais                               |
| Saint-Raphaël et Fréjus                                      | CA Saint-Raphaël Fréjus (CARF)             |

- : Qualifiés pour les phases finales
- : Promu en Fédérale 2
- : Relégué en 3e division fédérale 2018-2019

Classement final
1. Stade niçois
2. AS Bédarrides Châteauneuf-du-Pape
3. RC Châteaurenard
4. SC Royannais
5. RC Tricastin
6. CS Annonay
7. CA Saint-Raphaël Fréjus (CARF)
8. CO Berre XV
9. Union montilienne sportive
10. RC La Valette Le Revest La Garde Le Pradet
11. RC Martigues Port-de-Bouc

### Poule 5
| \| SC mazamétain FC villefranchois SC appaméen SC Leucate CM SO millavois Balma ORC JO pradéenne CC UA Saverdun Salanque CR RO Castelnaudary XV FC TOAC-TOEC ÉS catalane \| |
| SC mazamétain FC villefranchois SC appaméen SC Leucate CM SO millavois Balma ORC JO pradéenne CC UA Saverdun Salanque CR RO Castelnaudary XV FC TOAC-TOEC ÉS catalane       |

| Ville(s)                                        | Club                                          |
| ----------------------------------------------- | --------------------------------------------- |
| Argelès-sur-Mer                                 | Étoile sportive catalane                      |
| Balma                                           | Balma olympique                               |
| Canet-en-Roussillon, Torreilles et Sainte-Marie | Salanque Côte Radieuse XV                     |
| Castelnaudary                                   | RO Castelnaudary XV                           |
| Leucate et Roquefort-des-Corbières              | SC Leucate-Roquefort                          |
| Mazamet                                         | SC Mazamet                                    |
| Millau                                          | SO Millau                                     |
| Pamiers                                         | SC Appaméen                                   |
| Prades                                          | Jeunesse Olympique Pradéenne Conflent Canigou |
| Saverdun                                        | UA Saverdunoise                               |
| Toulouse                                        | FC TOAC TOEC Rugby (FCTT)                     |
| Villefranche-de-Lauragais                       | FC Villefranche                               |

- : Qualifiés pour les phases finales
- : Promu en Fédérale 2
- : Relégué en 3e division fédérale 2018-2019

Classement final
1. SC Mazamet
2. FC Villefranche
3. SO Millau
4. SC Leucate-Roquefort
5. SC Appaméen
6. Jeunesse Olympique Pradéenne Conflent Canigou
7. FC TOAC TOEC Rugby (FCTT)
8. Étoile sportive catalane
9. Balma olympique
10. Salanque Côte Radieuse XV
11. RO Castelnaudary XV
12. UA Saverdunoise

### Poule 6
| \| CA Castelsarrasin AS fleurantine Cahors rugby UA Gaillac CA Lannemezan SC Decazeville US L'Isle-Jourdain Lévézou SA XV ES Gimont AS Tournefeuille EAB XV SC rieumois \| |
| CA Castelsarrasin AS fleurantine Cahors rugby UA Gaillac CA Lannemezan SC Decazeville US L'Isle-Jourdain Lévézou SA XV ES Gimont AS Tournefeuille EAB XV SC rieumois       |

| Ville(s)                                        | Club                        |
| ----------------------------------------------- | --------------------------- |
| Cahors                                          | Cahors rugby                |
| Cassagnes-Bégonhès, Réquista et Luc-la-Primaube | Lévézou Ségala Aveyron XV   |
| Castelsarrasin                                  | CA Castelsarrasin           |
| Decazeville                                     | Sporting Club decazevillois |
| Fleurance                                       | AS Fleurantine              |
| Gaillac                                         | UA Gaillac                  |
| Gimont                                          | Étoile Sportive Gimontoise  |
| L'Isle-Jourdain                                 | US L'Isle-Jourdain          |
| Lannemezan                                      | CA Lannemezan               |
| Miélan, Mirande et Rabastens-de-Bigorre         | Entente Astarac Bigorre XV  |
| Rieumes                                         | AS Rieumois                 |
| Tournefeuille                                   | AS Tournefeuille            |

- : Qualifiés pour les phases finales
- : Promu en Fédérale 2
- : Relégué en 3e division fédérale 2018-2019

Classement final
1. AS Fleurantine
2. CA Lannemezan
3. US L'Isle-Jourdain
4. Cahors rugby
5. Entente Astarac Bigorre XV
6. UA Gaillac
7. CA Castelsarrasin
8. AS Tournefeuille
9. AS Rieumois
10. Lévézou Ségala Aveyron XV
11. Sporting Club decazevillois
12. Étoile Sportive Gimontoise

### Poule 7
| \| Avenir aturin Boucau Tarnos USEP Ger Seron Bedeille SA Hagetmau Hasparren AC FC Lourdes SA Mauléon US Morlaàs US Orthez Peyrehorade US Nafarroa Saint-Paul sports rugby \| |
| Avenir aturin Boucau Tarnos USEP Ger Seron Bedeille SA Hagetmau Hasparren AC FC Lourdes SA Mauléon US Morlaàs US Orthez Peyrehorade US Nafarroa Saint-Paul sports rugby       |

| Ville(s)                | Club                     |
| ----------------------- | ------------------------ |
| Aire-sur-l'Adour        | Avenir aturin            |
| Boucau et Tarnos        | Boucau Tarnos stade      |
| Ger, Séron et Bédeille  | USEP Ger Séron Bédeille  |
| Hagetmau                | SA Hagetmau              |
| Hasparren               | Hasparren AC             |
| Lourdes                 | FC Lourdes               |
| Mauléon-Licharre        | SA Mauléon               |
| Morlaàs                 | US Morlaàs               |
| Orthez                  | US Orthez                |
| Peyrehorade             | Peyrehorade sports rugby |
| Saint-Jean-Pied-de-Port | US Nafarroa              |
| Saint-Paul-lès-Dax      | Saint-Paul sports rugby  |

- : Qualifiés pour les phases finales
- : Promu en Fédérale 2
- : Relégué en 3e division fédérale 2018-2019

Classement final
1. US Nafarroa
2. US Orthez
3. SA Mauléon
4. US Morlaàs
5. Peyrehorade sports rugby
6. Saint-Paul sports rugby
7. Boucau Tarnos stade
8. SA Hagetmau
9. FC Lourdes
10. Hasparren AC
11. Avenir aturin
12. USEP Ger Séron Bédeille

### Poule 8
| \| US Casteljaloux RC Clermont Cournon JA Isle US Issoire CA Lormont Malemort XV US Marmande RC Puilboreau SC Tulle Corrèze RC Pays de Saint-Yrieix US Salles AS Saint-Junien \| |
| US Casteljaloux RC Clermont Cournon JA Isle US Issoire CA Lormont Malemort XV US Marmande RC Puilboreau SC Tulle Corrèze RC Pays de Saint-Yrieix US Salles AS Saint-Junien       |

| Ville(s)               | Club                                       |
| ---------------------- | ------------------------------------------ |
| Casteljaloux           | US Casteljaloux                            |
| Cournon-d'Auvergne     | RC Clermont Cournon-d'Auvergne             |
| Isle-sur-Vienne        | JA Isle                                    |
| Issoire                | US Issoire                                 |
| Lormont                | CA Lormont                                 |
| Malemort-sur-Corrèze   | Entente vigilante Malemort Brive olympique |
| Marmande               | US Marmande                                |
| Puilboreau             | Rugby Club Puilboreau                      |
| Tulle                  | Sporting club tulliste Corrèze             |
| Saint-Yrieix-la-Perche | RC du Pays de Saint-Yrieix                 |
| Salles                 | US Salles                                  |
| Saint-Junien           | AS Saint-Junien                            |

- : Qualifiés pour les phases finales
- : Promu en Fédérale 2
- : Relégué en 3e division fédérale 2018-2019

Classement final
1. US Marmande
2. US Issoire
3. Entente vigilante Malemort Brive olympique
4. Sporting club tulliste Corrèze
5. US Casteljaloux
6. US Salles
7. CA Lormont
8. RC du Pays de Saint-Yrieix
9. AS Saint-Junien
10. JA Isle
11. RC Clermont Cournon-d'Auvergne
12. Rugby Club Puilboreau

## Phases finales

### Seizièmes de finale
Les seizièmes de finale se déroulent le 7 mai 2018 (matches aller) et le 14 mai 2018 (matches retour).
| Équipe                                         | Aller   | Total    | Retour  | Équipe                                   |
| ---------------------------------------------- | ------- | -------- | ------- | ---------------------------------------- |
| Rennes EC (1er poule 1)                        | 15 - 9  | 42 - 29  | 27 - 20 | (4e poule 2) RC Orléans                  |
| CA Orsay RC (2e poule 2)                       | 19 - 27 | 43 - 40  | 24 - 13 | (3e poule 1) RC Drancy                   |
| CS Beaune (1er poule 2)                        | 33 - 19 | 59 - 22  | 26 - 3  | (4e poule 1) Rugby Chartres Métropole    |
| Beauvais XV RC (2e poule 1)                    | 19 - 23 | 49 - 33  | 30 - 10 | (3e poule 2) CS Nuiton                   |
| FCS Rumilly (1er poule 3)                      | 24 - 38 | 42 - 44  | 18 - 6  | (4e poule 4) SC Royannais                |
| AS Bédarrides Châteauneuf-du-Pape (2e poule 4) | 30 - 30 | 47 - 38  | 17 - 8  | (3e poule 3) SO Voiron                   |
| Stade niçois (1er poule 4)                     | 52 - 21 | 102 - 28 | 50 - 7  | (4e poule 3) SSaint Priest Rugby         |
| US Vinay (2e poule 3)                          | 6 - 18  | 26 - 26  | 20 - 8  | (3e poule 4) RC Châteaurenard            |
| SC Mazamet (1er poule 5)                       | 27 - 24 | 45 - 36  | 18 - 12 | (4e poule 6) Cahors rugby                |
| CA Lannemezan (2e poule 6)                     | 11 - 27 | 31 - 33  | 20 - 6  | (3e poule 5) SO Millavois                |
| AS Fleurantine (1er poule 6)                   | 17 - 17 | 37 - 34  | 20 - 17 | (4e poule 5) SC Leucate-Roquefort        |
| FC Villefranche (2e poule 5)                   | 22 - 22 | 37 - 37  | 15 - 15 | (3e poule 6) US L'Isloise                |
| US Nafarroa (1er poule 7)                      | 26 - 19 | 52 - 29  | 26 - 10 | (4e poule 8) SC Tulle Corrèze            |
| US Issoire (2e poule 8)                        | 18 - 25 | 49 - 38  | 31 - 13 | (3e poule 7) SA mauléonais               |
| US Marmande (1er poule 8)                      | 29 - 29 | 54 - 37  | 25 - 8  | (4e poule 7) US Morlaàs                  |
| US Orthez (2e poule 7)                         | 19 - 31 | 48 - 31  | 29 - 0  | (3e poule 8) EV Malemort Brive olympique |

### Huitièmes, quarts, demi et finale
Les clubs vainqueurs des huitièmes de finale sont promus en Fédérale 1 pour la saison 2018-2019.
|  | Huitièmes de finale                            | Huitièmes de finale                            | Huitièmes de finale                                        | Huitièmes de finale                         |                                   |                                   | Quarts de finale                                        | Quarts de finale                                        | Quarts de finale                                        | Quarts de finale                                        |  |  | Demi-finales                                              | Demi-finales                                              | Demi-finales                                              | Demi-finales                                              |  |  | Finale                                    | Finale                                    | Finale                                    | Finale                                    |
|  |                                                |                                                |                                                            |                                             |                                   |                                   |                                                         |                                                         |                                                         |                                                         |  |  |                                                           |                                                           |                                                           |                                                           |  |  |                                           |                                           |                                           |                                           |
|  | Aller le 20 mai 2018, retour le 27 mai 2018    | Aller le 20 mai 2018, retour le 27 mai 2018    | Aller le 20 mai 2018, retour le 27 mai 2018                | Aller le 20 mai 2018, retour le 27 mai 2018 |                                   |                                   | 10 juin 2018 au stade Robert-Barran à Brétigny-sur-Orge | 10 juin 2018 au stade Robert-Barran à Brétigny-sur-Orge | 10 juin 2018 au stade Robert-Barran à Brétigny-sur-Orge | 10 juin 2018 au stade Robert-Barran à Brétigny-sur-Orge |  |  | 17 juin 2018 au stade Roger-Baudras à Andrézieux-Bouthéon | 17 juin 2018 au stade Roger-Baudras à Andrézieux-Bouthéon | 17 juin 2018 au stade Roger-Baudras à Andrézieux-Bouthéon | 17 juin 2018 au stade Roger-Baudras à Andrézieux-Bouthéon |  |  | 23 juin 2018 au stade municipal à Leucate | 23 juin 2018 au stade municipal à Leucate | 23 juin 2018 au stade municipal à Leucate | 23 juin 2018 au stade municipal à Leucate |
|  | Rennes EC (1er poule 1)                        | Rennes EC (1er poule 1)                        | 25                                                         | 26                                          |                                   |                                   | 10 juin 2018 au stade Robert-Barran à Brétigny-sur-Orge | 10 juin 2018 au stade Robert-Barran à Brétigny-sur-Orge | 10 juin 2018 au stade Robert-Barran à Brétigny-sur-Orge | 10 juin 2018 au stade Robert-Barran à Brétigny-sur-Orge |  |  | 17 juin 2018 au stade Roger-Baudras à Andrézieux-Bouthéon | 17 juin 2018 au stade Roger-Baudras à Andrézieux-Bouthéon | 17 juin 2018 au stade Roger-Baudras à Andrézieux-Bouthéon | 17 juin 2018 au stade Roger-Baudras à Andrézieux-Bouthéon |  |  | 23 juin 2018 au stade municipal à Leucate | 23 juin 2018 au stade municipal à Leucate | 23 juin 2018 au stade municipal à Leucate | 23 juin 2018 au stade municipal à Leucate |
|  | Rennes EC (1er poule 1)                        | Rennes EC (1er poule 1)                        | 25                                                         | 26                                          |                                   |                                   | 10 juin 2018 au stade Robert-Barran à Brétigny-sur-Orge | 10 juin 2018 au stade Robert-Barran à Brétigny-sur-Orge | 10 juin 2018 au stade Robert-Barran à Brétigny-sur-Orge | 10 juin 2018 au stade Robert-Barran à Brétigny-sur-Orge |  |  | 17 juin 2018 au stade Roger-Baudras à Andrézieux-Bouthéon | 17 juin 2018 au stade Roger-Baudras à Andrézieux-Bouthéon | 17 juin 2018 au stade Roger-Baudras à Andrézieux-Bouthéon | 17 juin 2018 au stade Roger-Baudras à Andrézieux-Bouthéon |  |  | 23 juin 2018 au stade municipal à Leucate | 23 juin 2018 au stade municipal à Leucate | 23 juin 2018 au stade municipal à Leucate | 23 juin 2018 au stade municipal à Leucate |
|  | CA Orsay RC (2e poule 2)                       | CA Orsay RC (2e poule 2)                       | 23                                                         | 3                                           |                                   |                                   | 10 juin 2018 au stade Robert-Barran à Brétigny-sur-Orge | 10 juin 2018 au stade Robert-Barran à Brétigny-sur-Orge | 10 juin 2018 au stade Robert-Barran à Brétigny-sur-Orge | 10 juin 2018 au stade Robert-Barran à Brétigny-sur-Orge |  |  | 17 juin 2018 au stade Roger-Baudras à Andrézieux-Bouthéon | 17 juin 2018 au stade Roger-Baudras à Andrézieux-Bouthéon | 17 juin 2018 au stade Roger-Baudras à Andrézieux-Bouthéon | 17 juin 2018 au stade Roger-Baudras à Andrézieux-Bouthéon |  |  | 23 juin 2018 au stade municipal à Leucate | 23 juin 2018 au stade municipal à Leucate | 23 juin 2018 au stade municipal à Leucate | 23 juin 2018 au stade municipal à Leucate |
|  | CA Orsay RC (2e poule 2)                       | CA Orsay RC (2e poule 2)                       | 23                                                         | 3                                           | Rennes EC                         | Rennes EC                         | 23                                                      | 23                                                      |                                                         |                                                         |  |  | 17 juin 2018 au stade Roger-Baudras à Andrézieux-Bouthéon | 17 juin 2018 au stade Roger-Baudras à Andrézieux-Bouthéon | 17 juin 2018 au stade Roger-Baudras à Andrézieux-Bouthéon | 17 juin 2018 au stade Roger-Baudras à Andrézieux-Bouthéon |  |  | 23 juin 2018 au stade municipal à Leucate | 23 juin 2018 au stade municipal à Leucate | 23 juin 2018 au stade municipal à Leucate | 23 juin 2018 au stade municipal à Leucate |
|  | Aller le 20 mai 2018, retour le 27 mai 2018    |                                                |                                                            |                                             | Rennes EC                         | Rennes EC                         | 23                                                      | 23                                                      |                                                         |                                                         |  |  | 17 juin 2018 au stade Roger-Baudras à Andrézieux-Bouthéon | 17 juin 2018 au stade Roger-Baudras à Andrézieux-Bouthéon | 17 juin 2018 au stade Roger-Baudras à Andrézieux-Bouthéon | 17 juin 2018 au stade Roger-Baudras à Andrézieux-Bouthéon |  |  | 23 juin 2018 au stade municipal à Leucate | 23 juin 2018 au stade municipal à Leucate | 23 juin 2018 au stade municipal à Leucate | 23 juin 2018 au stade municipal à Leucate |
|  |                                                |                                                | CS Beaune                                                  | CS Beaune                                   | 26                                | 26                                |                                                         |                                                         |                                                         |                                                         |  |  | 17 juin 2018 au stade Roger-Baudras à Andrézieux-Bouthéon | 17 juin 2018 au stade Roger-Baudras à Andrézieux-Bouthéon | 17 juin 2018 au stade Roger-Baudras à Andrézieux-Bouthéon | 17 juin 2018 au stade Roger-Baudras à Andrézieux-Bouthéon |  |  | 23 juin 2018 au stade municipal à Leucate | 23 juin 2018 au stade municipal à Leucate | 23 juin 2018 au stade municipal à Leucate | 23 juin 2018 au stade municipal à Leucate |
|  | CS Beaune (1er poule 2)                        | CS Beaune (1er poule 2)                        | CS Beaune                                                  | CS Beaune                                   | 26                                | 26                                | 31                                                      | 28                                                      |                                                         |                                                         |  |  | 17 juin 2018 au stade Roger-Baudras à Andrézieux-Bouthéon | 17 juin 2018 au stade Roger-Baudras à Andrézieux-Bouthéon | 17 juin 2018 au stade Roger-Baudras à Andrézieux-Bouthéon | 17 juin 2018 au stade Roger-Baudras à Andrézieux-Bouthéon |  |  | 23 juin 2018 au stade municipal à Leucate | 23 juin 2018 au stade municipal à Leucate | 23 juin 2018 au stade municipal à Leucate | 23 juin 2018 au stade municipal à Leucate |
|  | CS Beaune (1er poule 2)                        | CS Beaune (1er poule 2)                        | 10 juin 2018 au stade André-Véran à Hyères                 |                                             |                                   |                                   | 31                                                      | 28                                                      |                                                         |                                                         |  |  | 17 juin 2018 au stade Roger-Baudras à Andrézieux-Bouthéon | 17 juin 2018 au stade Roger-Baudras à Andrézieux-Bouthéon | 17 juin 2018 au stade Roger-Baudras à Andrézieux-Bouthéon | 17 juin 2018 au stade Roger-Baudras à Andrézieux-Bouthéon |  |  | 23 juin 2018 au stade municipal à Leucate | 23 juin 2018 au stade municipal à Leucate | 23 juin 2018 au stade municipal à Leucate | 23 juin 2018 au stade municipal à Leucate |
|  | Beauvais XV RC (2e poule 1)                    | Beauvais XV RC (2e poule 1)                    | 21                                                         | 14                                          |                                   |                                   |                                                         |                                                         |                                                         |                                                         |  |  | 17 juin 2018 au stade Roger-Baudras à Andrézieux-Bouthéon | 17 juin 2018 au stade Roger-Baudras à Andrézieux-Bouthéon | 17 juin 2018 au stade Roger-Baudras à Andrézieux-Bouthéon | 17 juin 2018 au stade Roger-Baudras à Andrézieux-Bouthéon |  |  | 23 juin 2018 au stade municipal à Leucate | 23 juin 2018 au stade municipal à Leucate | 23 juin 2018 au stade municipal à Leucate | 23 juin 2018 au stade municipal à Leucate |
|  | Beauvais XV RC (2e poule 1)                    | Beauvais XV RC (2e poule 1)                    | 21                                                         | 14                                          | CS Beaune                         | CS Beaune                         | 20                                                      | 20                                                      |                                                         |                                                         |  |  |                                                           |                                                           |                                                           |                                                           |  |  | 23 juin 2018 au stade municipal à Leucate | 23 juin 2018 au stade municipal à Leucate | 23 juin 2018 au stade municipal à Leucate | 23 juin 2018 au stade municipal à Leucate |
|  | Aller le 20 mai 2018, retour le 27 mai 2018    |                                                |                                                            |                                             | CS Beaune                         | CS Beaune                         | 20                                                      | 20                                                      |                                                         |                                                         |  |  |                                                           |                                                           |                                                           |                                                           |  |  | 23 juin 2018 au stade municipal à Leucate | 23 juin 2018 au stade municipal à Leucate | 23 juin 2018 au stade municipal à Leucate | 23 juin 2018 au stade municipal à Leucate |
|  |                                                |                                                | AS Bédarrides Châteauneuf-du-Pape                          | AS Bédarrides Châteauneuf-du-Pape           | 37                                | 37                                |                                                         |                                                         |                                                         |                                                         |  |  |                                                           |                                                           |                                                           |                                                           |  |  | 23 juin 2018 au stade municipal à Leucate | 23 juin 2018 au stade municipal à Leucate | 23 juin 2018 au stade municipal à Leucate | 23 juin 2018 au stade municipal à Leucate |
|  | AS Bédarrides Châteauneuf-du-Pape (2e poule 4) | AS Bédarrides Châteauneuf-du-Pape (2e poule 4) | AS Bédarrides Châteauneuf-du-Pape                          | AS Bédarrides Châteauneuf-du-Pape           | 37                                | 37                                | 15                                                      | 31                                                      |                                                         |                                                         |  |  |                                                           |                                                           |                                                           |                                                           |  |  | 23 juin 2018 au stade municipal à Leucate | 23 juin 2018 au stade municipal à Leucate | 23 juin 2018 au stade municipal à Leucate | 23 juin 2018 au stade municipal à Leucate |
|  | AS Bédarrides Châteauneuf-du-Pape (2e poule 4) | AS Bédarrides Châteauneuf-du-Pape (2e poule 4) | 17 juin 2018 au stade Adrien-Alary à Castelsarrasin        |                                             |                                   |                                   | 15                                                      | 31                                                      |                                                         |                                                         |  |  |                                                           |                                                           |                                                           |                                                           |  |  | 23 juin 2018 au stade municipal à Leucate | 23 juin 2018 au stade municipal à Leucate | 23 juin 2018 au stade municipal à Leucate | 23 juin 2018 au stade municipal à Leucate |
|  | SC Royannais (4e poule 4)                      | SC Royannais (4e poule 4)                      | 14                                                         | 14                                          |                                   |                                   |                                                         |                                                         |                                                         |                                                         |  |  |                                                           |                                                           |                                                           |                                                           |  |  | 23 juin 2018 au stade municipal à Leucate | 23 juin 2018 au stade municipal à Leucate | 23 juin 2018 au stade municipal à Leucate | 23 juin 2018 au stade municipal à Leucate |
|  | SC Royannais (4e poule 4)                      | SC Royannais (4e poule 4)                      | 14                                                         | 14                                          | AS Bédarrides Châteauneuf-du-Pape | AS Bédarrides Châteauneuf-du-Pape | 16                                                      | 16                                                      |                                                         |                                                         |  |  |                                                           |                                                           |                                                           |                                                           |  |  | 23 juin 2018 au stade municipal à Leucate | 23 juin 2018 au stade municipal à Leucate | 23 juin 2018 au stade municipal à Leucate | 23 juin 2018 au stade municipal à Leucate |
|  | Aller le 20 mai 2018, retour le 27 mai 2018    |                                                |                                                            |                                             | AS Bédarrides Châteauneuf-du-Pape | AS Bédarrides Châteauneuf-du-Pape | 16                                                      | 16                                                      |                                                         |                                                         |  |  |                                                           |                                                           |                                                           |                                                           |  |  | 23 juin 2018 au stade municipal à Leucate | 23 juin 2018 au stade municipal à Leucate | 23 juin 2018 au stade municipal à Leucate | 23 juin 2018 au stade municipal à Leucate |
|  |                                                |                                                | Stade niçois                                               | Stade niçois                                | 10                                | 10                                |                                                         |                                                         |                                                         |                                                         |  |  |                                                           |                                                           |                                                           |                                                           |  |  | 23 juin 2018 au stade municipal à Leucate | 23 juin 2018 au stade municipal à Leucate | 23 juin 2018 au stade municipal à Leucate | 23 juin 2018 au stade municipal à Leucate |
|  | Stade niçois (1er poule 4)                     | Stade niçois (1er poule 4)                     | Stade niçois                                               | Stade niçois                                | 10                                | 10                                | 19                                                      | 47                                                      |                                                         |                                                         |  |  |                                                           |                                                           |                                                           |                                                           |  |  | 23 juin 2018 au stade municipal à Leucate | 23 juin 2018 au stade municipal à Leucate | 23 juin 2018 au stade municipal à Leucate | 23 juin 2018 au stade municipal à Leucate |
|  | Stade niçois (1er poule 4)                     | Stade niçois (1er poule 4)                     | 10 juin 2018 au stade Jacques-Fouroux à Auch               |                                             |                                   |                                   | 19                                                      | 47                                                      |                                                         |                                                         |  |  |                                                           |                                                           |                                                           |                                                           |  |  | 23 juin 2018 au stade municipal à Leucate | 23 juin 2018 au stade municipal à Leucate | 23 juin 2018 au stade municipal à Leucate | 23 juin 2018 au stade municipal à Leucate |
|  | RC Châteaurenard (3e poule 4)                  | RC Châteaurenard (3e poule 4)                  | 18                                                         | 7                                           |                                   |                                   |                                                         |                                                         |                                                         |                                                         |  |  |                                                           |                                                           |                                                           |                                                           |  |  | 23 juin 2018 au stade municipal à Leucate | 23 juin 2018 au stade municipal à Leucate | 23 juin 2018 au stade municipal à Leucate | 23 juin 2018 au stade municipal à Leucate |
|  | RC Châteaurenard (3e poule 4)                  | RC Châteaurenard (3e poule 4)                  | 18                                                         | 7                                           | AS Bédarrides Châteauneuf-du-Pape | AS Bédarrides Châteauneuf-du-Pape | 24                                                      | 24                                                      |                                                         |                                                         |  |  |                                                           |                                                           |                                                           |                                                           |  |  |                                           |                                           |                                           |                                           |
|  | Aller le 20 mai 2018, retour le 27 mai 2018    |                                                |                                                            |                                             | AS Bédarrides Châteauneuf-du-Pape | AS Bédarrides Châteauneuf-du-Pape | 24                                                      | 24                                                      |                                                         |                                                         |  |  |                                                           |                                                           |                                                           |                                                           |  |  |                                           |                                           |                                           |                                           |
|  |                                                |                                                | AS Fleurantine                                             | AS Fleurantine                              | 17                                | 17                                |                                                         |                                                         |                                                         |                                                         |  |  |                                                           |                                                           |                                                           |                                                           |  |  |                                           |                                           |                                           |                                           |
|  | SC Mazamet (1er poule 5)                       | SC Mazamet (1er poule 5)                       | AS Fleurantine                                             | AS Fleurantine                              | 17                                | 17                                | 20                                                      | 3                                                       |                                                         |                                                         |  |  |                                                           |                                                           |                                                           |                                                           |  |  |                                           |                                           |                                           |                                           |
|  | SC Mazamet (1er poule 5)                       | SC Mazamet (1er poule 5)                       |                                                            |                                             |                                   |                                   |                                                         | 3                                                       |                                                         |                                                         |  |  |                                                           |                                                           |                                                           |                                                           |  |  |                                           |                                           |                                           |                                           |
|  | CA Lannemezan (2e poule 6)                     | CA Lannemezan (2e poule 6)                     | 30                                                         | 12                                          |                                   |                                   |                                                         |                                                         |                                                         |                                                         |  |  |                                                           |                                                           |                                                           |                                                           |  |  |                                           |                                           |                                           |                                           |
|  | CA Lannemezan (2e poule 6)                     | CA Lannemezan (2e poule 6)                     | 30                                                         | 12                                          | CA Lannemezan                     | CA Lannemezan                     | 12                                                      | 12                                                      |                                                         |                                                         |  |  |                                                           |                                                           |                                                           |                                                           |  |  |                                           |                                           |                                           |                                           |
|  | Aller le 20 mai 2018, retour le 27 mai 2018    |                                                |                                                            |                                             | CA Lannemezan                     | CA Lannemezan                     | 12                                                      | 12                                                      |                                                         |                                                         |  |  |                                                           |                                                           |                                                           |                                                           |  |  |                                           |                                           |                                           |                                           |
|  |                                                |                                                | AS Fleurantine                                             | AS Fleurantine                              | 22                                | 22                                |                                                         |                                                         |                                                         |                                                         |  |  |                                                           |                                                           |                                                           |                                                           |  |  |                                           |                                           |                                           |                                           |
|  | AS Fleurantine (1er poule 6)                   | AS Fleurantine (1er poule 6)                   | AS Fleurantine                                             | AS Fleurantine                              | 22                                | 22                                | 16                                                      | 32                                                      |                                                         |                                                         |  |  |                                                           |                                                           |                                                           |                                                           |  |  |                                           |                                           |                                           |                                           |
|  | AS Fleurantine (1er poule 6)                   | AS Fleurantine (1er poule 6)                   | 10 juin 2018 au stade Jacques-Dutin à Villeneuve-de-Marsan |                                             |                                   |                                   | 16                                                      | 32                                                      |                                                         |                                                         |  |  |                                                           |                                                           |                                                           |                                                           |  |  |                                           |                                           |                                           |                                           |
|  | US L'Isloise (3e poule 6)                      | US L'Isloise (3e poule 6)                      | 14                                                         | 18                                          |                                   |                                   |                                                         |                                                         |                                                         |                                                         |  |  |                                                           |                                                           |                                                           |                                                           |  |  |                                           |                                           |                                           |                                           |
|  | US L'Isloise (3e poule 6)                      | US L'Isloise (3e poule 6)                      | 14                                                         | 18                                          | AS Fleurantine                    | AS Fleurantine                    | 27                                                      | 27                                                      |                                                         |                                                         |  |  |                                                           |                                                           |                                                           |                                                           |  |  |                                           |                                           |                                           |                                           |
|  | Aller le 20 mai 2018, retour le 27 mai 2018    |                                                |                                                            |                                             | AS Fleurantine                    | AS Fleurantine                    | 27                                                      | 27                                                      |                                                         |                                                         |  |  |                                                           |                                                           |                                                           |                                                           |  |  |                                           |                                           |                                           |                                           |
|  |                                                |                                                | US Marmande                                                | US Marmande                                 | 24                                | 24                                |                                                         |                                                         |                                                         |                                                         |  |  |                                                           |                                                           |                                                           |                                                           |  |  |                                           |                                           |                                           |                                           |
|  | US Nafarroa (1er poule 7)                      | US Nafarroa (1er poule 7)                      | US Marmande                                                | US Marmande                                 | 24                                | 24                                | 13                                                      | 20                                                      |                                                         |                                                         |  |  |                                                           |                                                           |                                                           |                                                           |  |  |                                           |                                           |                                           |                                           |
|  | US Nafarroa (1er poule 7)                      | US Nafarroa (1er poule 7)                      |                                                            |                                             |                                   |                                   |                                                         | 20                                                      |                                                         |                                                         |  |  |                                                           |                                                           |                                                           |                                                           |  |  |                                           |                                           |                                           |                                           |
|  | US Issoire (2e poule 8)                        | US Issoire (2e poule 8)                        | 23                                                         | 9                                           |                                   |                                   |                                                         |                                                         |                                                         |                                                         |  |  |                                                           |                                                           |                                                           |                                                           |  |  |                                           |                                           |                                           |                                           |
|  | US Issoire (2e poule 8)                        | US Issoire (2e poule 8)                        | 23                                                         | 9                                           | US Nafarroa                       | US Nafarroa                       | 15                                                      | 15                                                      |                                                         |                                                         |  |  |                                                           |                                                           |                                                           |                                                           |  |  |                                           |                                           |                                           |                                           |
|  | Aller le 20 mai 2018, retour le 27 mai 2018    |                                                |                                                            |                                             | US Nafarroa                       | US Nafarroa                       | 15                                                      | 15                                                      |                                                         |                                                         |  |  |                                                           |                                                           |                                                           |                                                           |  |  |                                           |                                           |                                           |                                           |
|  |                                                |                                                | US Marmande                                                | US Marmande                                 | 19                                | 19                                |                                                         |                                                         |                                                         |                                                         |  |  |                                                           |                                                           |                                                           |                                                           |  |  |                                           |                                           |                                           |                                           |
|  | US Marmande (1er poule 8)                      | US Marmande (1er poule 8)                      | US Marmande                                                | US Marmande                                 | 19                                | 19                                | 10                                                      | 24                                                      |                                                         |                                                         |  |  |                                                           |                                                           |                                                           |                                                           |  |  |                                           |                                           |                                           |                                           |
|  | US Marmande (1er poule 8)                      | US Marmande (1er poule 8)                      |                                                            |                                             |                                   |                                   |                                                         | 24                                                      |                                                         |                                                         |  |  |                                                           |                                                           |                                                           |                                                           |  |  |                                           |                                           |                                           |                                           |
|  | US Orthez (2e poule 7)                         | US Orthez (2e poule 7)                         | 21                                                         | 9                                           |                                   |                                   |                                                         |                                                         |                                                         |                                                         |  |  |                                                           |                                                           |                                                           |                                                           |  |  |                                           |                                           |                                           |                                           |
|  | US Orthez (2e poule 7)                         | US Orthez (2e poule 7)                         | 21                                                         | 9                                           |                                   |                                   |                                                         |                                                         |                                                         |                                                         |  |  |                                                           |                                                           |                                                           |                                                           |  |  |                                           |                                           |                                           |                                           |
|  |                                                |                                                |                                                            |                                             |                                   |                                   |                                                         |                                                         |                                                         |                                                         |  |  |                                                           |                                                           |                                                           |                                                           |  |  |                                           |                                           |                                           |                                           |